# 倫氏盲鮰
倫氏盲鮰為輻鰭魚綱鯰形目北美鯰科的其中一種，被IUCN列為次級保育類動物，分布於中美洲墨西哥東北部的Tamesí河流域，體長可達4.5公分，棲息在洞穴溪流。